# 京都西山短期大学
京都西山短期大学（日语：／ Kyōto Seizan Tanki Daigaku *），简称西短，是一所位于日本京都府长冈京市的私立短期大学。

## 概要

### 简介
- 学校最早可以追溯到1280年[1]。西山专门学校成立于1927年[2]。短期大学为于1950年开办[1]、由学校法人京都西山学园经营、来源于法然的净土宗[1]。为男女同校从开办。

### 历史
- 1950年 西山短期大学成立并同时设置一个学科即佛教科[1]。
- 2004年 改校名为京都西山短期大学[1]。
- 2005年 佛教学专攻成立于专科。佛教科改名为佛教学科[1]。
- 2006年 佛教学科分離为两个专攻、以下列举[1]。
  - 佛教学专攻
  - 佛教保育专攻

### 宪章
- 请参看京都西山短期大学的标志（页面存档备份，存于） （日語） 2014年4月20日阅览。

## 学校环境
- 校区：在京都府长冈京市

## 历任校长
- 中西随功：现在短期大学校长[3]

## 组织

### 学科
- 佛教学科
  - 佛教学专攻
  - 佛教保育专攻

### 专科
| - 佛教学专攻 |

### 业余课程
| - 日语课程 |

## 相关链接
- 日本短期大学列表